# Hispano Suiza 9Qd
El motor Hispano Suiza 9Qd, va ser un motor d'aviació de procedència francesa fabricat a Barcelona en poca quantitat, destinat principalment al consum nacional.

## Història
D'entre tots els models de motors en estrella, que es fabricaven a la Societé Française Hispano Suiza de Bois-Colombes, sota llicència Writhg, a la fàbrica de La Sagrera, va interessar construir el 9 cilindres concreta ment el de denominació 9Qd.
Aquest motor, havia estat homologat a França en l'any 1931, i encara que les seves característiques i prestacions no eren excel·lents, es va fabricar per equipar aparells trimotors comercials, com els Breguet i els Dewoitine (francesos).
Pel que fa a Espanya, possiblement, perquè l'empresa Elizalde fabricava el Dragón IX, l'exèrcit i les cases de vols comercials no s'hi van interessar molt i la seva fabricació a Barcelona va ser escassa.

## Avions equipats amb aquest motor
- Hispano Suiza E-30 (Entrenador espanyol, en la guerra civil en els dos bàndols)
- Fokker F.VII (Avió de passatgers, participant en la Guerra Civil Espanyola)
- Ford 4 AT-F (Molt similar al Fokker F.VII, exemplar únic en la guerra civil)
- Focke-Wulf Fw 56 (Entrenador Similar a l'Hispano Suiza E-30, en la guerra civil en el bàndol revoltat)
- Loring T-III (Avió trimotor)
- Stinson Reliant (Petit avió de 5 places, fet servir en els dos bàndols
- Stinson Junior (Avioneta)

### A França
- Breguet 392T (avió trimotor)
- Dewoitine D.332 (o derivat, també trimotor)

## Models supervivents
N'hi ha un exposat al Museo del Aire a Madrid situat a l'hangar 2.